# Горбовой, Владимир Григорьевич
Владимир Григорьевич Горбовой (укр. Володимир Григорович Горбовий; 30 января 1899, Долина, Австро-Венгрия — 21 мая 1984, Ходоров (ныне Жидачовского района Львовской области Украины)) — украинский адвокат, политический и военный деятель, националист. Член Украинской войсковой организации (УВО) и Организации украинских националистов (ОУН) .

## Биография
Окончил Стрыйскую гимназию. Участник Первой мировой войны, в ряда австро-венгерской армии сражался на итальянском фронте (1915—1918). Получил ранение, потерял глаз. Позже служил офицером Украинской Галицкой армии, в августе 1919 года участвовал в наступлении на Киев. Участник польско-украинской и Гражданской войны на Украине.
С 1920 года — региональный командир Украинской войсковой организации (УВО) в районе г. Долина, с 1922 года — начальник штаба Центрального командования УВО во Львове, начальник связи между Главным командованием и Национальным штабом УВО. С ноября 1928 года исполнял обязанности краевого команданта УВО. С момента создания ОУН был её членом.
В межвоенный период изучал право в Праге. Окончил юридический факультет Пражского университета. Выступал защитником на политических процессах, был защитником Степана Бандеры на двух процессах — процессе об убийстве министра внутренних дел Польши Б. Перацкого в Варшаве (1935—1936) и Львове (1936) над членами ОУН из-за убийства комиссара консульства СССР во Львове Майлова (22 октября 1933), директора Львовской академической гимназии Ивана Бабия (25 июля 1934) и студента Якова Бачинского, а также несостоявшегося покушения на подкомиссара львовской тюрьмы Кособудзкого.
В 1934 году был одним из первых заключенных концлагеря в Берёзе-Картузской.
Во время немецкой оккупации Польши, с 1939 года жил в Кракове. В 1941 году был избран заместителем председателя Украинского национального комитета, фактически исполняющим обязанности председателя. После принятия Акта провозглашения Украинского государства 5 июля 1941 года был арестован полицией безопасности нацистской Германии и заключён в тюрьму. В 1942 году освобождён по состоянию здоровья. Принимал участие в переговорах между польским и украинским подпольем.
1 июля 1947 года арестован чешской полицией в Праге и передан полякам, которые в свою очередь передали его 9 июля 1948 года властям СССР. Осуждённый к 25 годам заключения в трудовом лагере, отбыл срок полностью. Был освобожден 1 августа 1972 года и до конца жизни находился под надзором милиции.
Умер в Долине, где и похоронен на местном кладбище.

## Память
- В 2008 году решением местного совета Горбовой стал почётным гражданином города Долина Ивано-Франковской области Украины
- Его именем названа улица в г. Долине.